# 젠보 오로라
젠보 오로라(Zenvo Aurora)는 젠보 오토모티브에서 2023년부터 생산 중인 스포츠카이다.

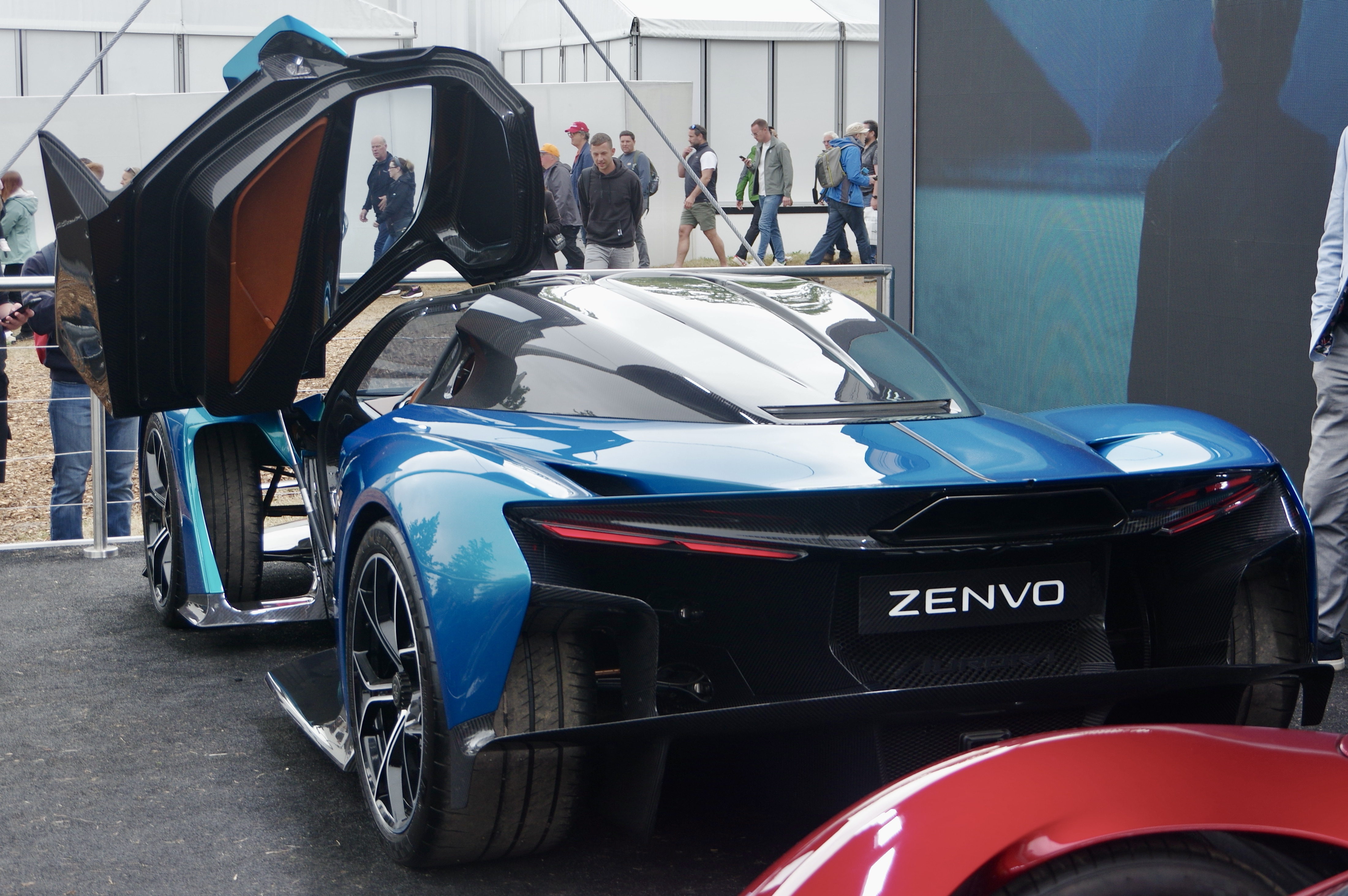
젠보 오로라의 후면